# Ozana Kotorska
Ozana (Hozana) Kotorska (Relezi, Crna Gora, 25. studenoga 1493. – Kotor, 27. travnja 1565.), hrvatska dominikanka iz Crne Gore i blaženica Katoličke Crkve. Spomendan joj se slavi 27. travnja.

## Životopis
Rođena je kao Katarina Kosić u selu Relezi (Lješanska nahija) kod Podgorice u siromašnoj pravoslavnoj obitelji stočara koji su imali tek malo stado ovaca. Nakon viđenja malog Isusa, a potom i Raspetoga, što ga je imala dok je čuvala stado, i nakon smrti svoga oca, 1507. odlazi u Kotor gdje je bila primljena u kuću Aleksandra Buća. Njegova žena poučila ju je katoličkoj vjeri i privela katoličkim sakramentima. Već se tada Katarina isticala brigom za najsiromašnije.
Ubrzo odlučuje živjeti kao „zazidana djevica“ kakvih je u Kotoru tada bilo više, a živjele su u sobicama od tek nekoliko četvornih metara, izgrađenima uz crkvu i s malim otvorom prema svetištu crkve. To joj i polazi za rukom 1514. po savjetu franjevca fra Tome Grubonje i kasnijeg njezina ispovjednika, dominikanca Vinka Buća, te nakon blagoslova kotorskoga biskupa Tripuna Bizantija. U međuvremenu je postala i dominikanska trećoredica te primila ime Ozana. Provela je 7 godina u ćeliji uz kapelu Sv. Bartola, a potom se preselila u isposnicu uz crkvu Sv. Pavla, gdje se oko nje počinju okupljati i druge djevojke, te se osniva mali samostan.
Za vrijeme Mletačko-osmanskog rata (1537. – 1540.),  turski admiral i gusar Hajrudin Barbarosa, doplovio je sa 70 galija i 30 000 vojnika pred Kotor. Opsada je trajala od 11. do 16. kolovoza 1539. U obrani je uz providura Ivana Bemba sudjelovao i kotorski biskup Luka Bisanti te blažena Ozana, koja je uvjeravala građane u sigurnost pobjede i poticala ih na molitvu i obranu grada. Hajrudin Barbarosa odustao je peti dan i povukao se s vojskom. 
Budući da je glas o njihovu svetom životu stigao do Rima, general dominikanaca Francesco Romeo dopustio im je 1547. nositi bijeli škapular, što je bio znak pridržan sestrama drugoga dominikanskoga reda.
Umrla je 1565., u 72. godini života. 

## Štovanje
Veličanstveni sprovod vodio je kotorski biskup Luka Bisanti. Njezino tijelo bilo je nošeno svim glavnim gradskim ulicama i položeno u crkvu sv. Pavla, a danas se štuje u kolegijatskoj crkvi sv. Marije u Kotoru. Hrvatski kipar Antun Augustinčić napravio je sarkofag, u kojem se od 1963. nalazi njeno tijelo. Štovanje se proširilo nakon njene smrti, po Italiji, Francuskoj, Španjolskoj, Njemačkoj i Nizozemskoj, a širili su ga dominikanci. Papa Pio XI. i službeno ju je 21. prosinca 1927. proglasio blaženom.
Katolička Crkva slavi njezin spomendan 27. travnja. Zaštitnica je Kotora i Kotorske biskupije, a za Splitsku metropoliju proglašena je zaštitnicom ekumenizma.

## Film
- dokumentarni film Blažena Ozana Kotorska

### Članci
- Jurišić, Hrvatin Gabrijel. 1974. Osnovne crte hrvatskih svetaca i svetačkih kandidata. Bogoslovska smotra. Katolički bogoslovni fakultet Sveučilišta u Zagrebu. Zagreb. 44 (1): 88–105